# Siniša Skelin
Siniša Skelin (* 14. Juli 1974 in Split) ist ein ehemaliger kroatischer Ruderer, der bei vier Olympiateilnahmen zwei Medaillen gewann.

## Sportliche Karriere
Skelin ruderte bei den Weltmeisterschaften 1995 im kroatischen Achter und belegte den dreizehnten Platz. Bei den Olympischen Spielen 1996 platzierte er sich mit dem Vierer ohne Steuermann als Sieger des B-Finales auf dem siebten Rang. Nachdem er 1997 zusammen mit Denis Boban im Zweier ohne Steuermann unterwegs war, gelang Skelin 1998 im Vierer mit Steuermann sein erster Weltcup-Sieg. Bei den Weltmeisterschaften in Köln gewannen Denis Boban, Igor Boraska, Tihomir Franković, Siniša Skelin und Steuermann Ratko Cvitanić die Silbermedaille hinter dem australischen Boot. Bei den Weltmeisterschaften 1999 versuchten sich die vier Ruderer ohne ihren Steuermann in der olympischen Bootsklasse Vierer ohne Steuermann für die Olympischen Spiele 2000 zu qualifizieren, was mit dem Erreichen des C-Finales nicht gelang.
In der Saison 2000 gewann der kroatische Achter die erste Weltcup-Regatta. Bei den Olympischen Spielen in Sydney siegten die Briten vor den Australiern, die Kroaten mit Igor Francetić, Tihomir Franković, Tomislav Smoljanović, Nikša Skelin, Siniša Skelin, Krešimir Čuljak, Igor Boraska, Branimir Vujević und Steuermann Silvijo Petriško erhielten die Bronzemedaille. Im Jahr darauf gewann der auf zwei Positionen umbesetzte kroatische Achter mit Oliver Martinov, Damir Vučičić, Tomislav Smoljanović, Nikša Skelin, Siniša Skelin, Krešimir Čuljak, Igor Boraska, Branimir Vujević und Silvijo Petriško bei den Weltmeisterschaften in Luzern die Silbermedaille hinter den Rumänen.
2002 wechselten die Gebrüder Skelin in den Zweier ohne Steuermann und belegten im Weltcup hintereinander den vierten, den dritten und den ersten Platz. Bei den Weltmeisterschaften in Sevilla siegten die Briten vor den Südafrikanern und den kroatischen Brüdern. Im Jahr darauf gewannen die Skelins bei den Weltmeisterschaften in Mailand Silber hinter den Australiern und vor den Südafrikanern und auch bei den Olympischen Spielen 2004 in Athen siegten die Australier vor den Kroaten und den Südafrikanern.
2005 gewannen die Gebrüder Skelin die erste Weltcup-Regatta und belegten bei den anderen beiden Rennen jeweils den zweiten Platz, bei den Weltmeisterschaften in Gifu erreichten sie zwar das A-Finale, kamen dort aber als Sechste und Letzte ins Ziel. In den folgenden Jahren konnten die Brüder zwar im Weltcup vordere Platzierungen erreichen, erreichten aber beim Saisonhöhepunkt nicht mehr das A-Finale, sondern wurden Zehnte bei den Weltmeisterschaften 2007 und Zwölfte bei den Olympischen Spielen 2008. 
Der 1,96 m große Siniša Skelin ruderte für HVK Gusar aus seiner Heimatstadt Split.